# Buen Intento
Buen Intento es una localidad de Trinidad y Tobago, que forma parte de la región de Princes Town.

## Geografía
La localidad abarca parte de la isla Trinidad y limita al norte con Coryal Village y Dyers Village, al sur con Princes Town y Broomage, al este con St. Julien y al oeste con Malgretoute.

## Demografía
Datos demográficos de la localidad de Buen Intento:
| Gráfica de evolución demográfica de Buen Intento entre 2000 y 2011 |
|                                                                    |